# Frankfurt liest ein Buch
Frankfurt liest ein Buch ist ein seit 2010 jährlich im April stattfindendes Lesefest in Frankfurt am Main. Ausgerichtet und initiiert wird es vom Verein Frankfurt liest ein Buch e. V. Die Idee zum Lesefest stammt vom Frankfurter Verleger Klaus Schöffling. Ziel der Aktion ist es, jährlich „ein Buch zum Gesprächsstoff und zum Gemeinschaftserlebnis für alle Menschen der Stadt Frankfurt am Main zu machen“. Zum Programm gehören jährlich etwa 100 öffentliche Veranstaltungen, darunter Lesungen, Ausstellungen, Führungen sowie Film- und Theateraufführungen. Von 2010 bis 2017 nahmen insgesamt knapp 100.000 Besucher teil. Alle bis 2022 ausgewählten Bücher sind Romane, die im Frankfurt des 20. Jahrhunderts spielen. 2024 stand erstmals ein Roman im Fokus, der erst unmittelbar vor dem Lesefest erschien.
2016 wurde das Projekt mit dem BKM-Preis Kulturelle Bildung ausgezeichnet. Vorsitzende des Vereins ist seit dem 30. August 2017 Sabine Baumann, stellvertretende Vorsitzende Silke Haug, seit August 2019 ist Hildegard Upgang Schatzmeisterin.

## Bisherige Veranstaltungen
| Jahr | Buchtitel                                                          | Autor               | Verlag der Neuausgabe | Jahr der Erstausgabe |
| ---- | ------------------------------------------------------------------ | ------------------- | --------------------- | -------------------- |
| 2010 | Kaiserhofstraße 12                                                 | Valentin Senger     | Schöffling            | 1978                 |
| 2011 | Abschaffel                                                         | Wilhelm Genazino    | Hanser                | 1977–1979            |
| 2012 | Straßen von gestern                                                | Silvia Tennenbaum   | Schöffling            | 1983                 |
| 2013 | Ginster                                                            | Siegfried Kracauer  | Suhrkamp              | 1928                 |
| 2014 | Die Vollidioten                                                    | Eckhard Henscheid   | Schöffling            | 1973                 |
| 2015 | Grüße und Küsse an alle. Die Geschichte der Familie von Anne Frank | Mirjam Pressler     | S. Fischer            | 2009                 |
| 2016 | Frankfurt verboten                                                 | Dieter David Seuthe | Weissbooks            | 2013                 |
| 2017 | Benjamin und seine Väter                                           | Herbert Heckmann    | Schöffling            | 1962                 |
| 2018 | Das siebte Kreuz                                                   | Anna Seghers        | Aufbau                | 1942                 |
| 2019 | Westend                                                            | Martin Mosebach     | Rowohlt               | 1992                 |
| 2020 | Rosemarie – Des deutschen Wunders liebstes Kind                    | Erich Kuby          | Schöffling            | 1958                 |
| 2021 | Scheintod                                                          | Eva Demski          | Hanser                | 1984                 |
| 2022 | Nach Mitternacht                                                   | Irmgard Keun        | Claassen              | 1937                 |
| 2023 | Streulicht                                                         | Deniz Ohde          | Suhrkamp              | 2020                 |
| 2024 | Zebras im Schnee                                                   | Florian Wacker      | Berlin                | 2024                 |
| 2025 | Nachbeben                                                          | Dirk Kurbjuweit     | Penguin               | 2004                 |